# 吴希海
吴希海（1929年9月—2023年1月12日），曾用名吴雨川，男，山东掖县人，中华人民共和国政治人物，曾任中共成都市委书记，第八、九届全国政协委员。